# Caricias (álbum)
Caricias es el título del 24°. álbum de estudio grabado por la artista española Rocío Dúrcal, Fue lanzado al mercado bajo el sello discográfico BMG U.S. Latin el 4 de abril de 2000. El álbum fue dirigido y producido por el desparecido cantautor y pianista argentino-mexicano Bebu Silvetti.
Rocío Dúrcal retoma a la música ranchera pero esta vez mezclándolo con cortes de bolero creando así temas muy propios por la cantante, de este álbum se lanza tres sencillos musicales "Caricias", "Porque te quiero" e "Infiel" escalando rápidamente en los primeros lugares de los listados musicales de la revista americana Billboard, logrando también su mejor posición en los listados Latin Pop Albums y Top Latin Albums ocupando así el segundo y sexto puesto en los gráficos. El álbum recibió "Discos Multi-Platino", "Disco de platino" y "Disco de oro" en los Estados Unidos por la "Asociación de Industria Discográfica de Estados Unidos" (RIAA) consagrándose así como una de las mejores producciones latinas de ese año.
El sencillo "Infiel" fue escogido como tema principal para la emisión de Estados Unidos de la telenovela mexicana "Mujeres engañadas", producida por Emilio Larrosa, transmitida por la cadena Univisión en el año 2000. En ese mismo año Rocío Dúrcal recibe la "Estrella de la Calle 8 de Miami" y el reconocimiento como "Huésped Distinguida y Llaves del Condado Dade, USA".

## Lista de canciones
|     | Título                 | Autor(es)                          | Duración |
| --- | ---------------------- | ---------------------------------- | -------- |
| 1.  | Caricias               | Sylvia Riera Ibáñez                | 3:37     |
| 2.  | Quiéreme un poquito    | Víctor Yunés Castillo / Adán Pérez | 3:18     |
| 3.  | Infiel                 | Víctor Yunés Castillo              | 3:28     |
| 4.  | Porqué te quiero       | Billy Davis                        | 4:01     |
| 5.  | Necesito               | Armando Larrinaga                  | 3:42     |
| 6.  | Amor bonito            | Víctor Yunés Castillo              | 3:16     |
| 7.  | Quién sabe             | Sylvia Riera Ibáñez                | 4:48     |
| 8.  | Ni siquiera una mirada | Jorsaci                            | 3:11     |
| 9.  | Esperaba demasiado     | Sylvia Riera Ibáñez                | 3:37     |
| 10. | Que más quieres de mí  | Gil Rivera                         | 3:29     |

## Nominación obtenida por el álbum
- Premio Lo Nuestro

| Año  | Álbum    | Categoría           | Resultado |
| ---- | -------- | ------------------- | --------- |
| 2001 | Caricias | "Álbum Pop Del Año" | Nominado  |

## Listas musicales
| Año  | Sencillo           | Lista                          | Mejor Posición |
| ---- | ------------------ | ------------------------------ | -------------- |
| 2000 | "Infiel"           | Hot Latin Tracks               | 3              |
| 2000 | "Infiel"           | Latin Pop Airplay              | 5              |
| 2000 | "Infiel"           | Latin Regional Mexican Airplay | 31             |
| 2000 | "Infiel"           | Latin Tropical / Salsa Airplay | 27             |
| 2000 | "Porque Te Quiero" | Hot Latin Tracks               | 26             |
| 2000 | "Porque Te Quiero" | Latin Pop Airplay              | 19             |

| Año  | País           | Lista                      | Mejor Posición |
| ---- | -------------- | -------------------------- | -------------- |
| 2000 | Estados Unidos | Billboard Latin Pop Albums | 2              |
| 2000 | Estados Unidos | Billboard Top Latin Albums | 6              |
| 2000 | Estados Unidos | Billboard Heatseekers      | 50             |

## Certificaciones
| País                  | Certificación             | Ventas Certificadas |
| --------------------- | ------------------------- | ------------------- |
| Estados Unidos (RIAA) | 2x Multi-Platinum (Latin) | 200.000             |
| Estados Unidos (RIAA) | Platinum (Latin)          | 100.000             |
| Estados Unidos (RIAA) | Gold (Latin)              | 50.000              |
| México (AMPROFON)     | Disco de oro              | 30.000              |
| Venezuela (AVINPRO)   | Disco de oro              | 20.000              |

## Músicos
- Rocío Dúrcal (Voz).
- Víctor Hugo M. Domínguez y Jesús Sánchez (Batería).
- José Guadalupe Alfaro y Juan Carlos Navarro G. (Guitarra).
- Manny López (Guitarra eléctrica, Mandolina).
- Miguel Darío González P (Guitarrón).
- Lea Kibler (Flauta).
- Levi Mora Arriaga (Trompeta).
- Víctor Hugo Domínguez, Jesús Sánchez (Batería).
- Juan Carlos Girón Flores (Vihuela).
- Jesús Sánchez Puebla (Bajo eléctrico).